# Joeri Petrov (voetballer)
Joeri Anatolijovitsj Petrov (Oekraïens: Юрій Анатолійович Петров, Russisch: Юрий Анатольевич Петров) (Kryvy Rih, 18 juli 1974 – Tilburg, 28 april 2023) was een Oekraïens-Russische voetballer die doorgaans als linker aanvaller of centrale aanvaller speelde.

## Loopbaan

### Clubvoetbal
Petrov begon zijn carrière in Oekraïne bij Dnipro Dnipropetrovsk en verhuisde vanaf 1992 naar Rusland waar hij speelde voor Spartak Moskou. Met de club won hij de laatste beker van de Sovjet-Unie. Hij speelde ook voor het tweede team Spartak-d in de Tweede divisie. Medio 1992 werd hij verhuurd aan Lokomotiv Moskou en die club nam hem vervolgens over van Spartak. In 1994 kwam hij niet meer aan bod en werd verhuurd aan MFK Mykolajiv.
Hij liep medio 1993 stage bij Ajax en werd in januari 1995 door RKC Waalwijk op huurbasis naar Nederland gehaald. In de zomer van 1995 tekende Petrov een driejarig contract bij FC Twente, dat voor de transfer een recordbedrag van 1,3 miljoen gulden aan Lokomotiv betaalde. In februari 1998 werd hij wegens herhaaldelijke problemen met alcohol ontslagen bij de Enschedese club. Enkele dagen later keerde hij terug bij RKC. In september 2001 vertrok hij, op huurbasis, voor een jaar naar ADO Den Haag. In het seizoen 2002/2003 maakte hij opnieuw deel uit van RKC. Hij kwam echter nog maar sporadisch tot spelen.
Hij speelde in 2003 kortstondig voor Spartak-Alanija Vladikavkaz in Rusland en kwam vervolgens via Volyn Loetsk en Metalist Charkov in 2006 terug in Nederland, waar hij voor FC Volendam ging spelen. Na de promotie in 2008 werd zijn contract niet verlengd. Hiermee was zijn professionele loopbaan ten einde en kwam hij enkel nog uit als amateur. Bij ASWH werd hij in het seizoen 2008/09 clubtopscorer in de Hoofdklasse. Eind 2009 verliet hij de club en speelde vervolgens vanaf half maart 2010 nog kort voor Haaglandia. In 2014 kwam hij nog af en toe in actie voor PSV/av, de amateurafdeling van PSV, en ook voor Legendary PSV, het team van oud-PSV spelers.

### Interlandloopbaan
Petrov speelde voor vertegenwoordigende Sovjet en Russische jeugdelftallen. Hij nam met het voetbalelftal van de Sovjet-Unie onder 18 (als Gemenebest van Onafhankelijke Staten) deel aan het Europees kampioenschap voetbal onder 18 - 1992 waar het team in de kwartfinale na penalty's verloor van Noorwegen (Petrov benutte een penalty in de serie). Wel plaatste het team zich hierdoor voor het wereldkampioenschap voetbal onder 20 - 1993 waaraan het als Russisch voetbalelftal onder 20 met Petrov deelnam en in de kwartfinale verloor van Ghana. Petrov speelde ook voor het Russisch voetbalelftal onder 21.

## Privéleven
Petrov bleef na zijn voetbalcarrière in Nederland wonen waar ook zijn ex-vrouw en twee kinderen woonden. Hij verkreeg tevens de Nederlandse nationaliteit. In juni 2017 kwam Petrov in het nieuws vanwege zijn privéproblemen, waaronder alcoholisme.
Hij overleed op 28 april 2023 op 48-jarige leeftijd.